# Francisco Lopes da Cruz

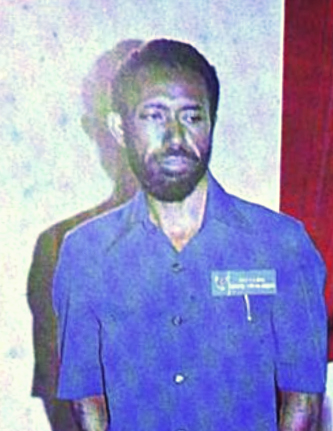
Francisco Lopes da Cruz

Francisco Xavier Lopes da Cruz (* 2. Dezember 1941 in Maubara, Portugiesisch-Timor) ist ein ehemaliger Politiker aus Osttimor und Mitglied der UDT. Später war er Botschafter Indonesiens.

## Leben
Die Mutter von Lopes da Cruz gehört zur Oliveira-Familie, die in Ossu während der japanischen Besetzung mit den Japanern kollaborierte. Direkt involviert waren seine Onkels.
In Soibada studierte Lopes da Cruz bei den Jesuiten im Priesterseminar Nossa Senhora da Fatima, beendete es aber nicht. Danach studierte er Philosophie an der Universität von Macau und diente in der portugiesischen Armee als Unteroffizier in Mosambik im Kampf gegen die FRELIMO. Lopes da Cruz war Mitglied der Acção Nacional Popular, der portugiesischen Einheitspartei. Später wurde er Zollbeamter und Direktor der A Voz de Timor, der ersten Zeitung der Kolonie.
Nach der Nelkenrevolution in Portugal sollte Portugiesisch-Timor in die Unabhängigkeit entlassen werden. In der Kolonie entstanden politische Parteien, darunter die União Democrática Timorense (UDT) zu deren Mitbegründern Lopes da Cruz gehörte. Zu dieser Zeit war er Zollbeamter. Dem Gründungspräsident Mário Carrascalão wurden zu enge Verbindungen zur alten portugiesischen Diktatur nachgesagt, weswegen er zurücktreten musste. Lopes da Cruz wurde der neue Präsident der UDT. Er forderte eine schrittweise Heranführung Portugiesisch-Timors an die Unabhängigkeit. Innerhalb von zehn bis fünfzehn Jahren sollte Portugal die ehemalige Kolonie soweit entwickeln, dass sie als souveräner Staat überlebensfähig wäre. Allerdings zeigte Portugal wenig Interesse an dieser Idee.
Im August 1975 versuchte die UDT mit einem Putsch in der Kolonie Portugiesisch-Timor die Macht zu übernehmen. Man wollte damit auch Indonesien einen Vorwand zur Intervention nehmen, die drohten die „kommunistische“ FRETILIN im Land zu vertreiben. Lopes da Cruz selbst wurde von den UDT-Führern João Viegas Carrascalão und Domingos de Oliveira verhaftet, da man ihn der Zusammenarbeit mit Indonesien verdächtigte. Die FRETILIN konnte sich aber im kurzen Bürgerkrieg durchsetzen und die Kontrolle übernehmen. Aufgrund der indonesischen Bedrohung rief die FRETILIN am 28. November 1975 einseitig die Unabhängigkeit von Portugal aus. Viele UDT-Anhänger waren in das indonesische Westtimor geflohen und dienten mit Anhängern der APODETI nun als Legitimation zur Annexion Osttimors.
Am 7. Dezember 1975 begann Indonesien mit einer groß angelegten Invasion Osttimors und besetzte das Land. Am 31. Mai 1976 verabschiedete eine vom indonesischen Geheimdienst ausgewählte Volksversammlung mit allen 37 Stimmen eine Petition für den Anschluss an den Nachbarstaat ohne Referendum. Lopes da Cruz gehörte zur Delegation, die die Petition an den indonesischen Präsident Suharto überbrachten. Am 17. Juli 1976 wurde Osttimor offiziell von Indonesien als die 27. Provinz Timor Timur eingegliedert. Am 4. August wurde Lopes da Cruz zum Vize-Gouverneur Timor Timurs ernannt. Er behielt das Amt inne bis 1982 und wurde dann vom indonesischen Brigadegeneral A B Saridjo abgelöst. Für Suharto war Lopes da Cruz Sonderberater für Osttimor. Während des Unabhängigkeitsreferendums in Osttimor 1999 setzte sich Lopes da Cruz als Generalsekretär der Volksfront Osttimor (indonesisch Barisan Rakyat Timor Timur BRTT) weiter für einen Verbleib des Landes bei Indonesien ein. Er war auch Besitzer der Suara Timor Timur, der einzigen privaten Zeitung in Osttimor.
Von 2000 bis 2003 war Lopes da Cruz Botschafter Indonesiens in Griechenland. Später war er Botschafter Indonesiens in Portugal.
Lopes da Cruz ist im Besitz der letzten Flagge Portugals, die über der Kolonie Timor wehte. Er hütet sie als Reliquie. In einem Interview von 2019 verteidigte er weiter die damalige indonesische Besetzung Osttimors. Die meisten Timoresen seien durch Kämpfe mit anderen Timoresen ums Leben gekommen. Bevor sich Indonesien entschuldigen müsse, solle sich Portugal für seinen Abzug aus Timor entschuldigen.